# Sportfreunde Stiller

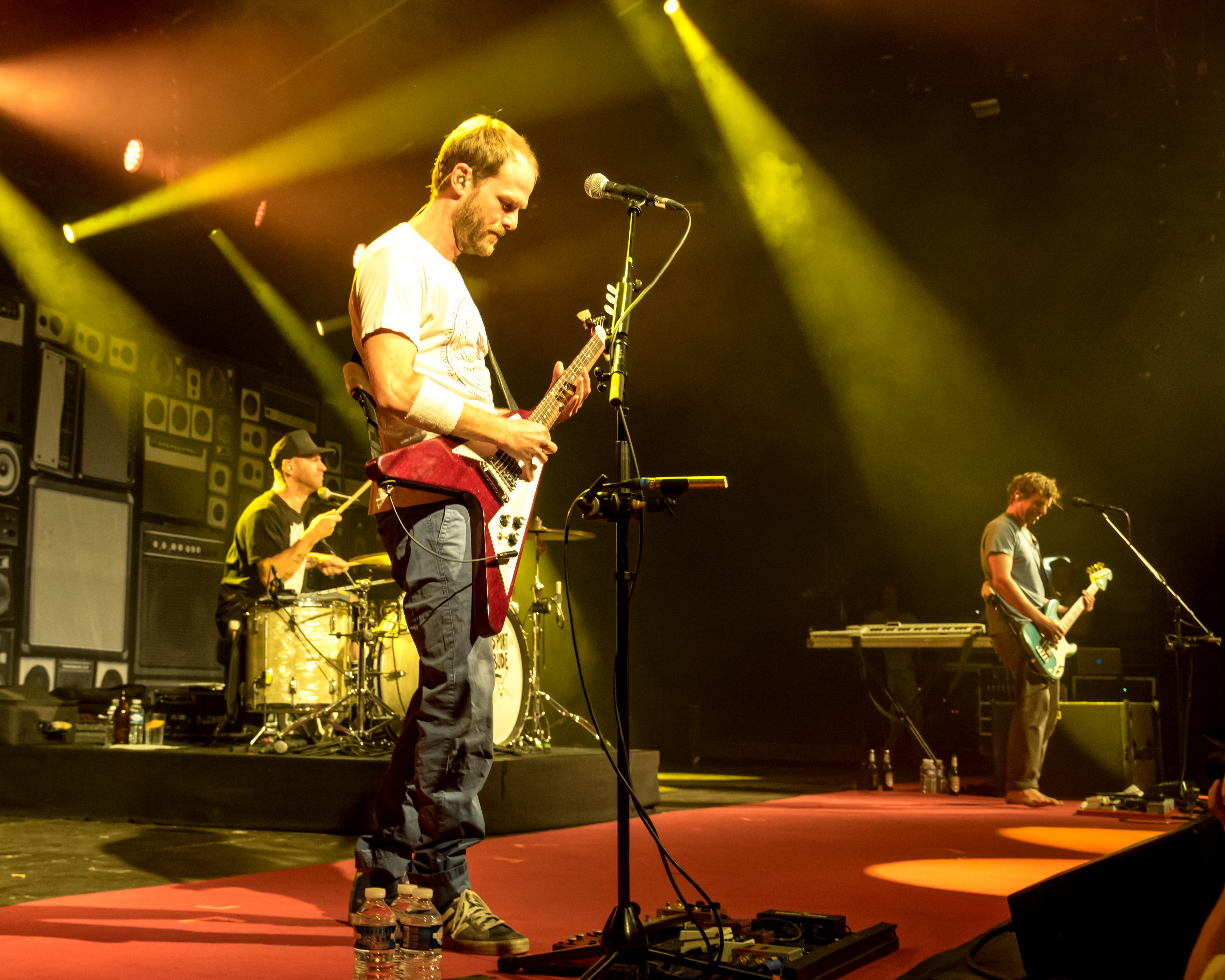
Peter S. Brugger Zelt-Musik-Festival em 2017 Freiburg, Alemanha

Florian "Flo" Weber Zelt-Musik-Festival em 2017 Freiburg, Alemanha

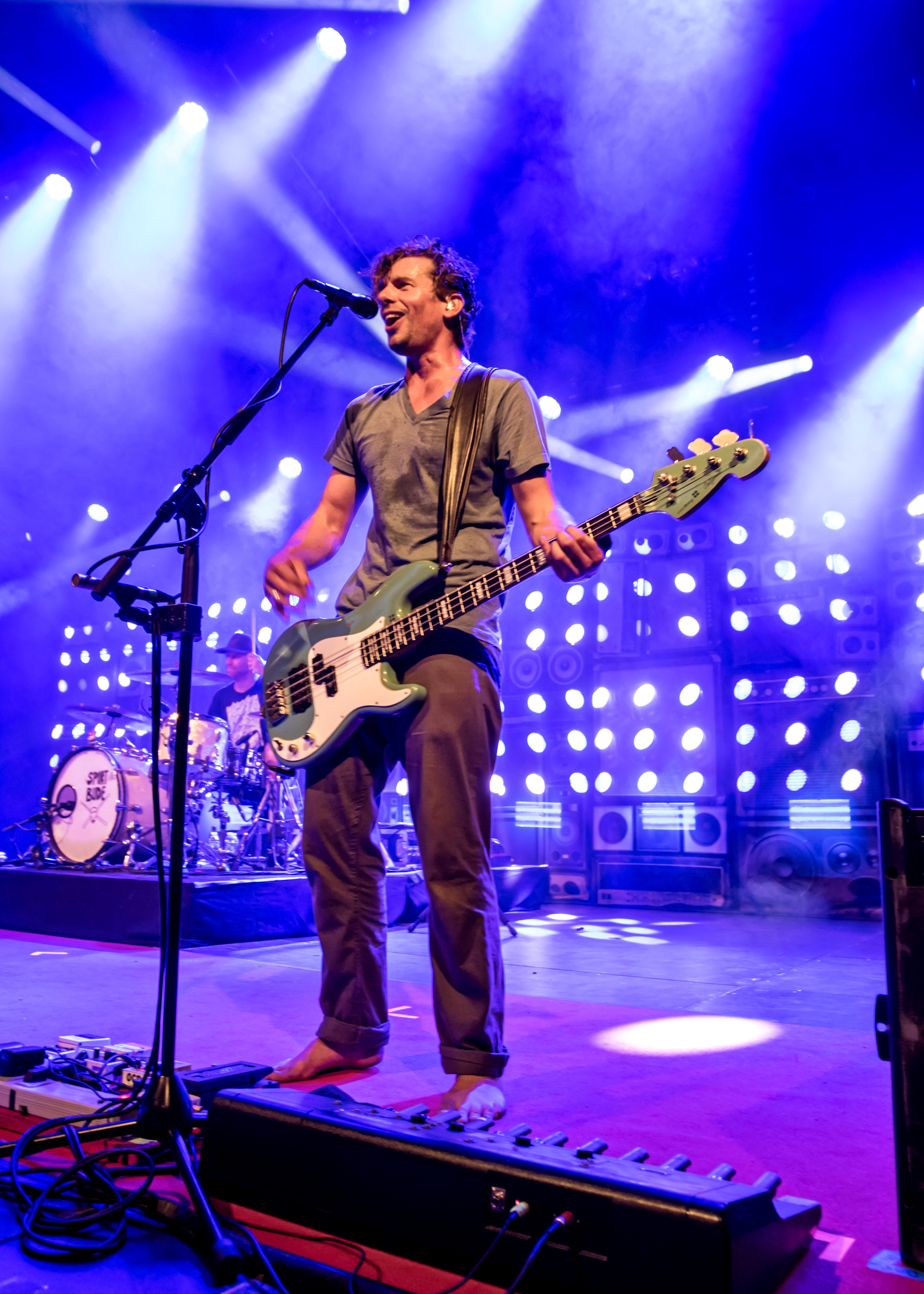
Rüdiger "Rüde" Linhof Zelt-Musik-Festival em 2017 Freiburg, Alemanha

Sportfreunde Stiller é uma banda de rock alemã de Germering, cidade próxima a Munique, no estado da Baviera.

## História
A banda foi fundada em 1996 por Peter “Balboa” Brugger (vocal e guitarra), Florian “Rakete” Weber (baterista, vocal) e Rüdiger “Rüde” Linhof (baixista). Originalmente colocaram o nome de Stiller, nome do treinador de futebol Hans Stiller, do SV Germering. Depois tiveram que mudá-lo porque já havia outra banda chamada Stiller. Adicionaram antes Sportfreunde, que significa amigos do esporte, termo usado em clubes desportivos, como o Sportfreunde Siegen.
A música Independent do álbum Die gute Seite foi incluída na trilha sonora do jogo FIFA 2003, da EA Sports.
Em 2006, Sportfreunde Stiller lançaram '54, '74, '90, 2006, um hino para os fãs da seleção alemã de futebol. O título faz menção aos anos em que a seleção alemã ganhou a Copa do Mundo de futebol, fazendo alusão a mais um título em 2006. A música se transformou num grande sucesso no país, que organizava a Copa daquele ano. Depois que a Alemanha perdeu contra a Itália na semifinal, em 4 de julho, a música mudou para '54, '74, '90, 2010, em referência ao mundial da África do Sul.
A banda foi nomeada como melhor grupo alemão no MTV Europe Music Awards de 2006 que aconteceu em Copenhague, Dinamarca. O álbum La Bum saiu em 3 de agosto de 2007 ficou em primeiro lugar em vendas no país e valeu ao grupo novamente a nomeação de melhor banda alemã na premiação européia da MTV daquele ano.

## Discografia
Álbuns
| Ano  | Título                    | Chart-Positionen | Chart-Positionen | Chart-Positionen | Observações                                                      |
| Ano  | Título                    | DE               | AT               | CH               | Observações                                                      |
| ---- | ------------------------- | ---------------- | ---------------- | ---------------- | ---------------------------------------------------------------- |
| 2000 | So wie einst Real Madrid. | 46               | -                | -                |                                                                  |
| 2002 | Die gute Seite            | 6                | 4                | -                | auch als Limited Edition (Digipak mit Bonustrack) veröffentlicht |
| 2004 | Burli                     | 2                | 4                | 46               | auch als Limited Edition (Digipak mit Bonus-DVD) veröffentlicht  |
| 2004 | Live/Evil                 | 39               | 25               | -                | auch als Limited Edition (Digipak mit Bonus-CD) veröffentlicht   |
| 2006 | You have to win Zweikampf | 2                | 4                | 48               | auch als Limited Edition (Digipak mit Stickern) veröffentlicht   |
| 2007 | La Bum                    | 1                | 5                | 25               | auch als Limited Edition (Digipak mit Bonus-DVD) veröffentlicht  |
| 2009 | MTV Unplugged in New York | 1                | 5                | 32               | auch als Limited Edition (Digipak mit Bonus-CD) veröffentlicht   |
| 2013 | New York, Rio, Rosenheim  | 2                | 1                | 6                | auch als Limited Edition (Digipak mit Bonus-CD) veröffentlicht   |

Singles
| Jahr | Titel                                                | Chart-Positionen | Chart-Positionen | Chart-Positionen | Anmerkung                                   |
| Jahr | Titel                                                | DE               | AT               | CH               | Anmerkung                                   |
| ---- | ---------------------------------------------------- | ---------------- | ---------------- | ---------------- | ------------------------------------------- |
| 1999 | Wellenreiten '54 So wie einst Real Madrid.           | -                | -                | -                |                                             |
| 2000 | Fast wie von selbst So wie einst Real Madrid.        | -                | -                | -                |                                             |
| 2000 | Heimatlied So wie einst Real Madrid.                 | -                | -                | -                |                                             |
| 2002 | Ein Kompliment Die gute Seite                        | 37               | 45               | -                |                                             |
| 2002 | Komm schon Die gute Seite                            | -                | -                | -                |                                             |
| 2002 | Tage wie dieser Die gute Seite                       | 96               | -                | -                |                                             |
| 2003 | Ans Ende denken wir zuletzt                          | 55               | 60               | -                |                                             |
| 2004 | Siehst Du das genauso? Burli                         | 29               | 27               | -                |                                             |
| 2004 | 1. Wahl Burli                                        | 50               | 59               | -                | in zwei Versionen veröffentlicht            |
| 2004 | Ich, Roque! Burli                                    | 32               | 38               | -                |                                             |
| 2004 | Ein kleiner Schritt (Live) Live/Evil                 | 100              | -                | -                |                                             |
| 2006 | '54, '74, '90, 2006 You have to win Zweikampf        | 1                | 31               | -                | als Premium- und Pur-Edition veröffentlicht |
| 2006 | Pogo in Togo You have to win Zweikampf               | -                | 64               | -                | nur in Österreich erschienen                |
| 2006 | Eine Liebe, die nie endet You have to win Zweikampf  | 19               | 57               | -                | als Premium- und Pur-Edition veröffentlicht |
| 2007 | Alles Roger! La Bum                                  | 22               | 55               | -                | als Premium- und Pur-Edition veröffentlicht |
| 2007 | (Tu nur das) Was Dein Herz Dir sagt La Bum           | 55               | -                | -                |                                             |
| 2008 | Antinazibund                                         | 75               | -                | -                |                                             |
| 2009 | Ein Kompliment (Unplugged) MTV Unplugged in New York | 6                | 14               | -                |                                             |

Promos
- 2000 - So wie einst Real Madrid.
- 2000 - Wunderbaren Jahren
- 2000 - Fast wie von selbst
- 2000 - Heimatlied
- 2002 - Ein Kompliment
- 2002 - Komm schon
- 2002 - Tage wie dieser
- 2003 - Ans Ende denken wir zuletzt
- 2004 - Burli - 6 Track Promo
- 2004 - Siehst Du das genauso?
- 2004 - Ich, Roque!
- 2004 - 1. Wahl

EPs
- 1996 - Macht doch was Ihr wollt – Ich geh' jetzt! (Veröffentlichung unter dem alten Namen "Stiller")
- 1998 - Thonträger

Splits
- 2000 - Ready, Sport… go! 1 (Dancing with Tears in my Eyes) (w/ Readymade)
- 2001 - Ready, Sport… go! 2 (Friday I'm in Love) (w/ Readymade)
- 2002 - Ready, Sport… go! 3 (Schwule Mädchen) (w/ Readymade)

## Videografia
Videoclipes
- "Wellenreiten '54"  (So wie einst Real Madrid)
- "Fast wie von selbst"  (So wie einst Real Madrid)
- "Heimatlied"  (So wie einst Real Madrid)
- "Ein Kompliment"  (Die gute Seite)
- "Komm schon"  (Die gute Seite)
- "Tage wie dieser"  (Die gute Seite)
- "Ans Ende denken wir zuletzt"  ([Single])
- "Siehst Du das genauso?"  (Burli)
- "1. Wahl"  (Burli)
- "Ich, Roque"  (Burli)
- "Ein kleiner Schritt (live)"  (Live/Evil)
- "'54, '74, '90, 2006"  (You have to win Zweikampf)
- "Pogo in Togo"  (You have to win Zweikampf)
- "Eine Liebe, die nie endet"  (You have to win Zweikampf)
- "Alles Roger!"  (La Bum)
- "(Tu nur das) Was dein Herz dir sagt"  (La Bum)
- "Antinazibund"  (Antinazibund Single)
- "Ein Kompliment Unplugged"  (MTV Unplugged in New York)
- "Applaus Applaus" (New York, Rio, Rosenheim)
- "New York, Rio, Rosenheim (New York, Rio, Rosenheim)

DVDs
- 2003 - Ohren zu und durch
- 2004 - Siehst Du das genauso??? (Liegt der Limited Edition des Albums "Burli" bei)
- 2007 - Li Ve im Li do (Liegt der Limited Edition des Albums "La Bum" bei)
- 2009 - MTV Unplugged in New York